# Elisabet Woodville
Elisabet Woodville (vers 1437 - 7/8 de juny de 1492) va ser reina consort del rei Eduard IV d'Anglaterra des del 1464 fins a la mort d'aquest el 1483.

## Joventut i primer matrimoni
Elisabet va néixer els volts del 1437 a Grafton Regis, Northamptonshire, filla de Sir Ricard Woodville (que més tard fou nomenat comte Rivers) i Jacquetta of Luxembourg. A través de la seva mare Elisabet era una descendent llunyana del rei Joan d'Anglaterra. Fou dama de companyia de Margarida d'Anjou, la reina d'Enric VI el 1455 amb tan sols 10 anys. El 1452 va casar-se amb Sir John Grey de Gorby, que va morir el 1461 lluitant per la causa Lancaster a la Segona Batalla de Sant Albans. D'aquest matrimoni Elisabet va tenir dos fills: Tomàs (més tard marquès de Dorset) i Ricard.
D'Elisabet es deia que era "la dona més bonica de l'Illa de Bretanya" amb "parpelles frondoses com les d'un drac" (suggerint uns estàndards de bellesa diferents als cànons actuals).

## Reina consort
Eduard IV va tenir moltes amants, la més notòria Jane Shore, i tenia reputació d'home infidel. El seu casament amb Elisabet Woodville es va fer en secret l'1 de març de 1464 a la casa familiar de la núvia a Northamptonshire. Els únics testimonis foren la mare d'Elisabet i dues dames de la cort.